# Provisions de Westminster
Les provisions de Westminster, adoptées par le Parlement d'Angleterre le 24 octobre 1259, complètent les provisions d'Oxford de 1258 accordées par Henri III d'Angleterre à la suite de la révolte des barons anglais.
Elles font partie d'une série de réformes constitutionnelles et législatives à la suite des luttes de pouvoir entre Henri III d'Angleterre et ses barons. L'échec des campagnes du roi en France en 1230 et 1242, le choix de ses conseillers, le coût de sa tentative ratée de mettre l'un de ses fils sur le trône de Sicile et son aide au pape dans sa lutte contre l'empereur, le conduit à de nouveaux différends avec les barons, dont le ressentiment est aggravé par le train de vie du roi et la constante augmentation des impôts. Les comptes royaux font apparaître de nombreux dons de bienfaisance et le règlement de travaux de construction, notamment la reconstruction de l'abbaye de Westminster, qui a débuté en 1245.
Les provisions sont un large programme de réforme gouvernementale et législative établi par un comité de 24 barons, initialement nommé en vertu des provisions d'Oxford, et soumis au Parlement, réuni à Wesminster en octobre. Le nouveau document reprend un grand nombre des dispositions du texte d'Oxford, mais adopte aussi d'autres réformes sur la fiscalité et la succession (il comprend la première disposition légale relative à la mainmorte). 
Les nouvelles dispositions compilent des mesures juridiques et administratives fondées sur les requêtes des barons réformateurs et de leurs alliés pendant la crise de 1258–1265. Elles augmentent les pouvoirs politiques du Conseil des XV et de la Commission des XII, renforçant l'oligarchie. Elles donnent quelques garanties aux tenanciers contre l'oppression de leurs seigneurs. Pour la première fois, une loi anglaise modifie délibérément les procédures en vigueur dans les tribunaux royaux : les provisions  instituent des commissaires chargés de surveiller la conduite des juges, et de diriger leur jurisprudence, soit à la cour de l'échiquier, soit à celle du banc du roi, soit dans les tournées annuelles. Elles autorisent enfin les grands tenanciers de chaque comté à se réunir à la Saint-Michel, et à désigner quatre candidats parmi lesquels les barons de l'échiquier sont obligés de choisir les shérifs.
Henri III profite des divisions entre les barons pour rejeter les provisions en 1261, avec l'appui d'une bulle papale. Le conflit armé reprend en 1263. C'est la deuxième guerre des barons : le roi, d'abord vaincu à Lewes en 1264 est victorieux à Evesham l'année suivante. Les Provisions sont annulées une première fois par le dictum de Kenilworth en 1266. En 1267, le statut de Marlborough rétablit la prérogative royale, mais réaffirme les clauses juridiques des dispositions de Westminster.

## Source
- Brand, Paul (2006) Kings, barons and justices: the making and enforcement of legislation in thirteenth-century England, Cambridge studies in medieval life and thought: 4th series, 56, Cambridge University Press,  (ISBN 0-521-02585-0)